# 3752 Camillo

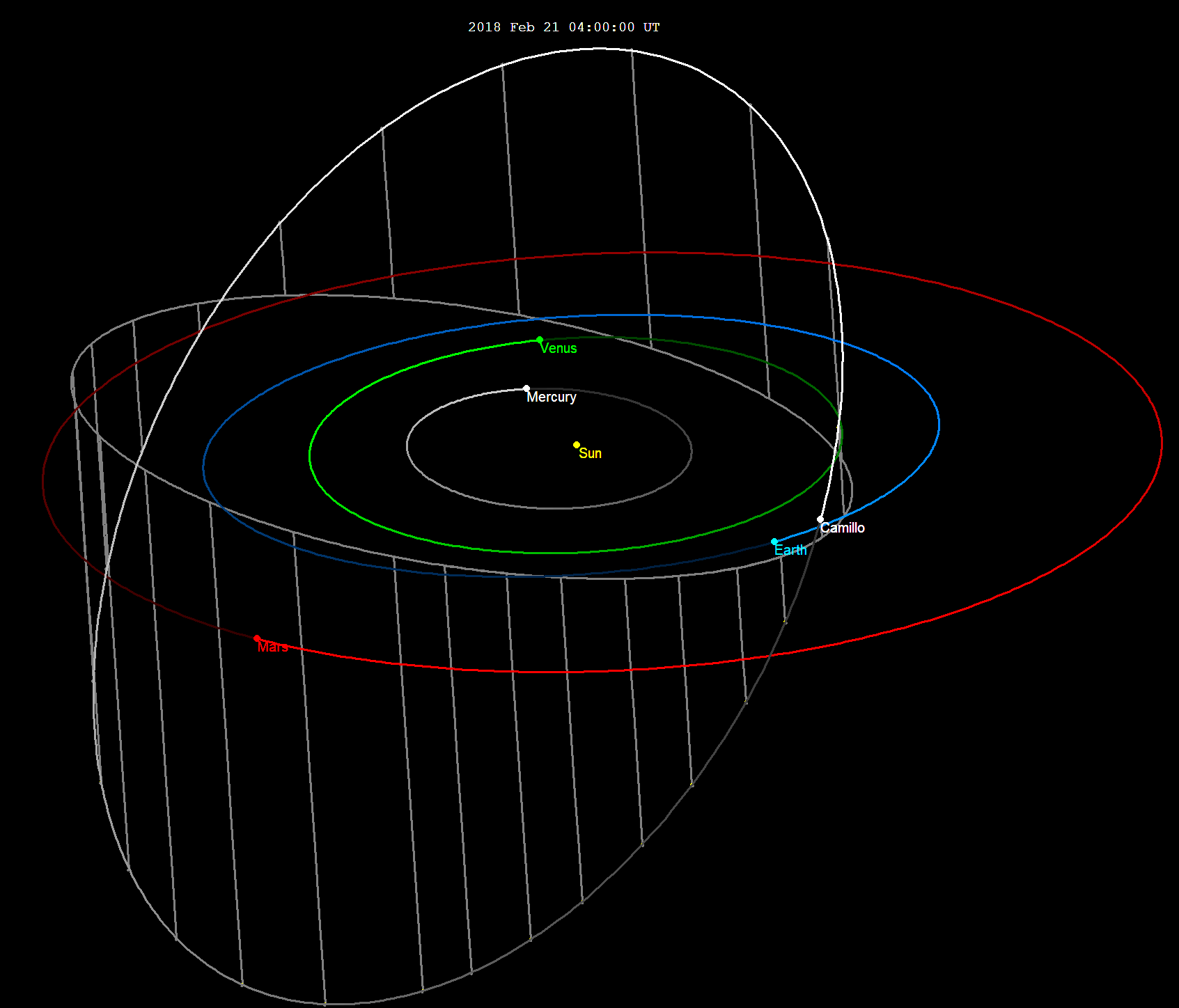
3752 Camillo

3752 Camillo eller 1985 PA är en jordnära asteroid. Den upptäcktes 15 augusti 1985 av den amerikanska astronomen Eleanor F. Helin och den italienska astronomen Maria A. Barucci vid CERGA-observatoriet. Den är uppkallad efter en av upptäckarnas söner.
Asteroiden har en diameter på ungefär 2 kilometer och den tillhör asteroidgruppen Apollo.